# Larchamp (Mayenne)
Larchamp is een gemeente in het Franse departement Mayenne (regio Pays de la Loire). De plaats maakt deel uit van het arrondissement Mayenne. Larchamp telde op 1 januari 2022 1.012 inwoners.

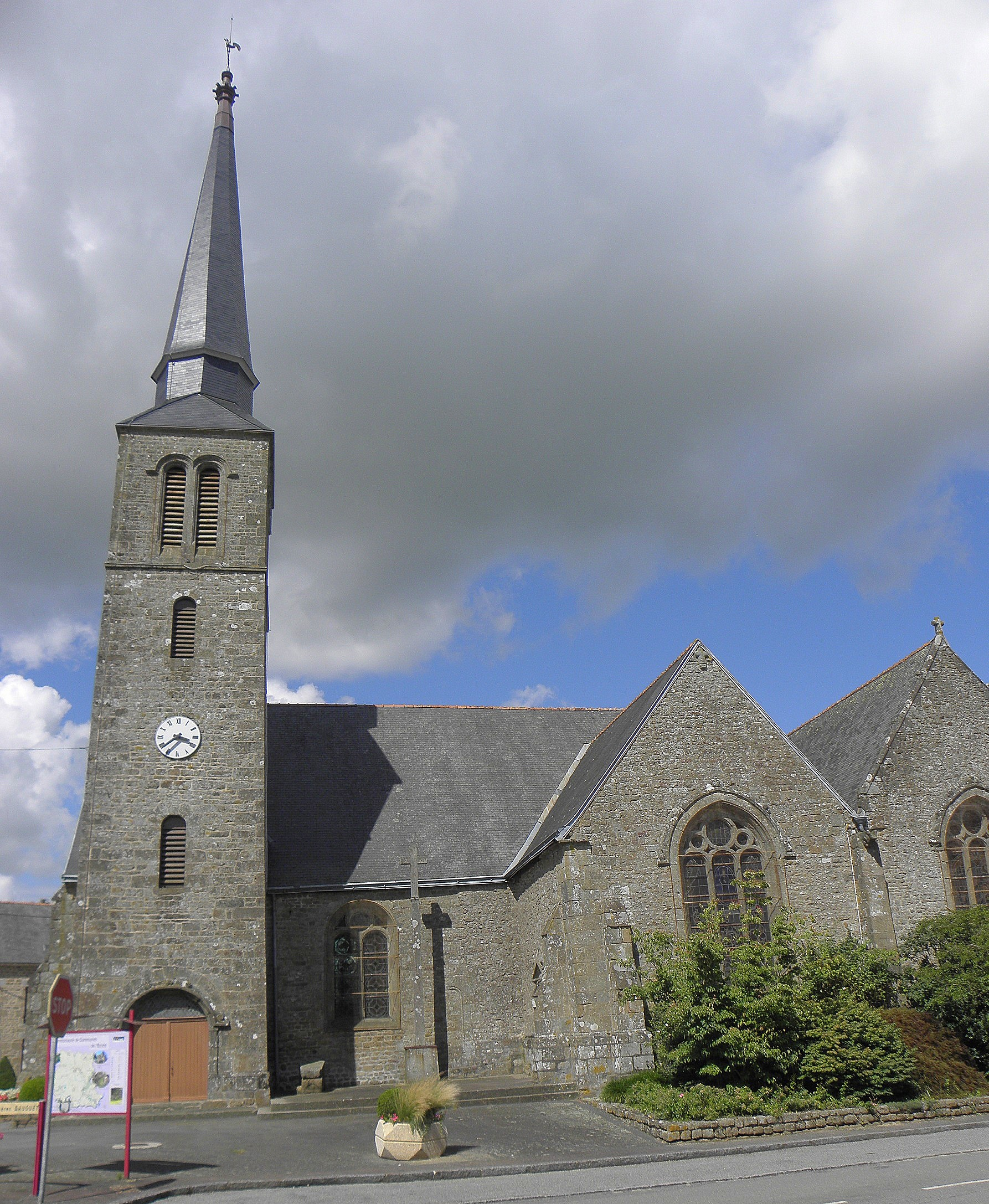
Kerk van Larchamp
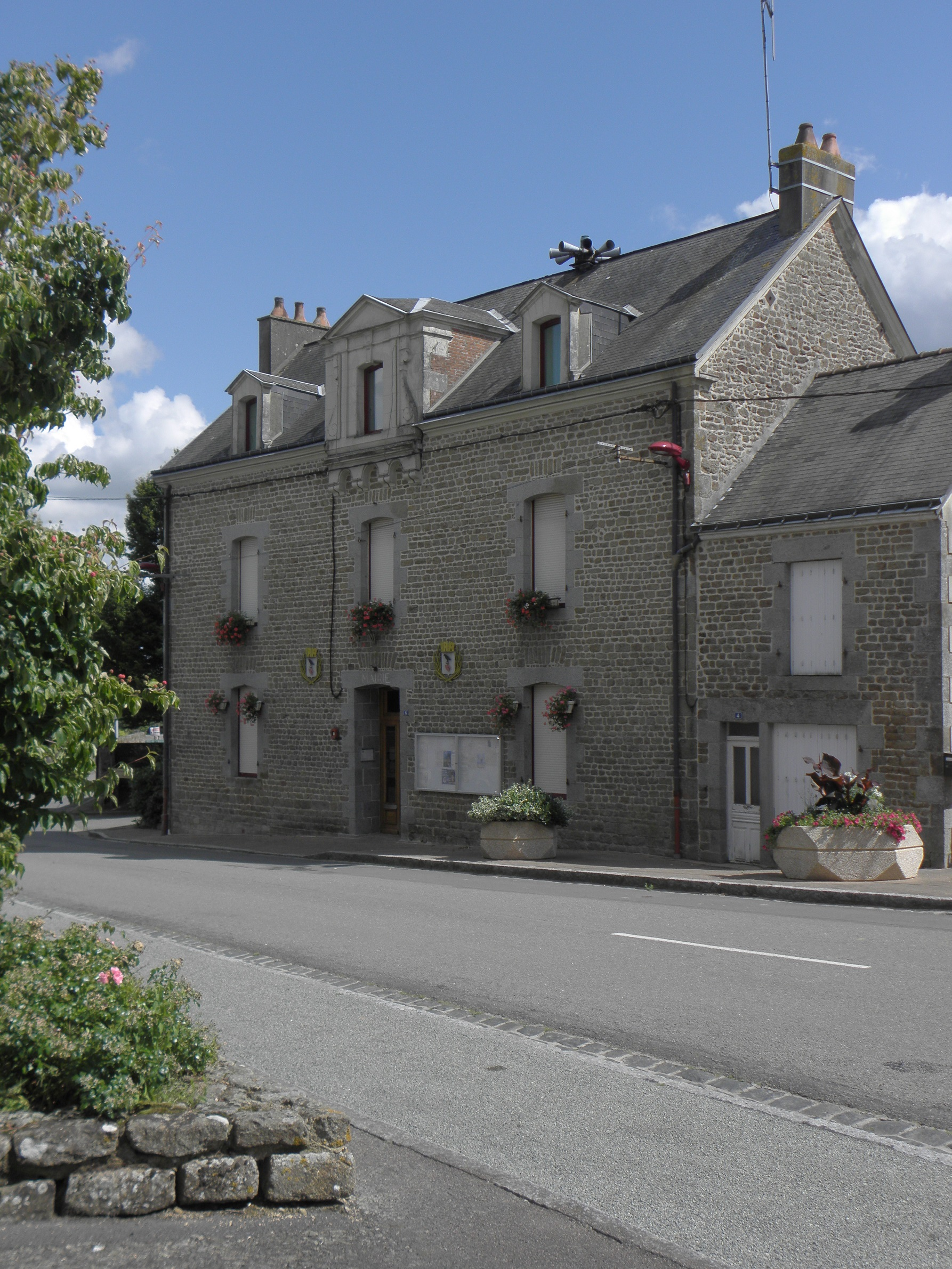
Gemeentehuis

## Geografie
De oppervlakte van Larchamp bedroeg op 1 januari 2022 40,17 vierkante kilometer; de bevolkingsdichtheid was toen 25,2 inwoners per km².

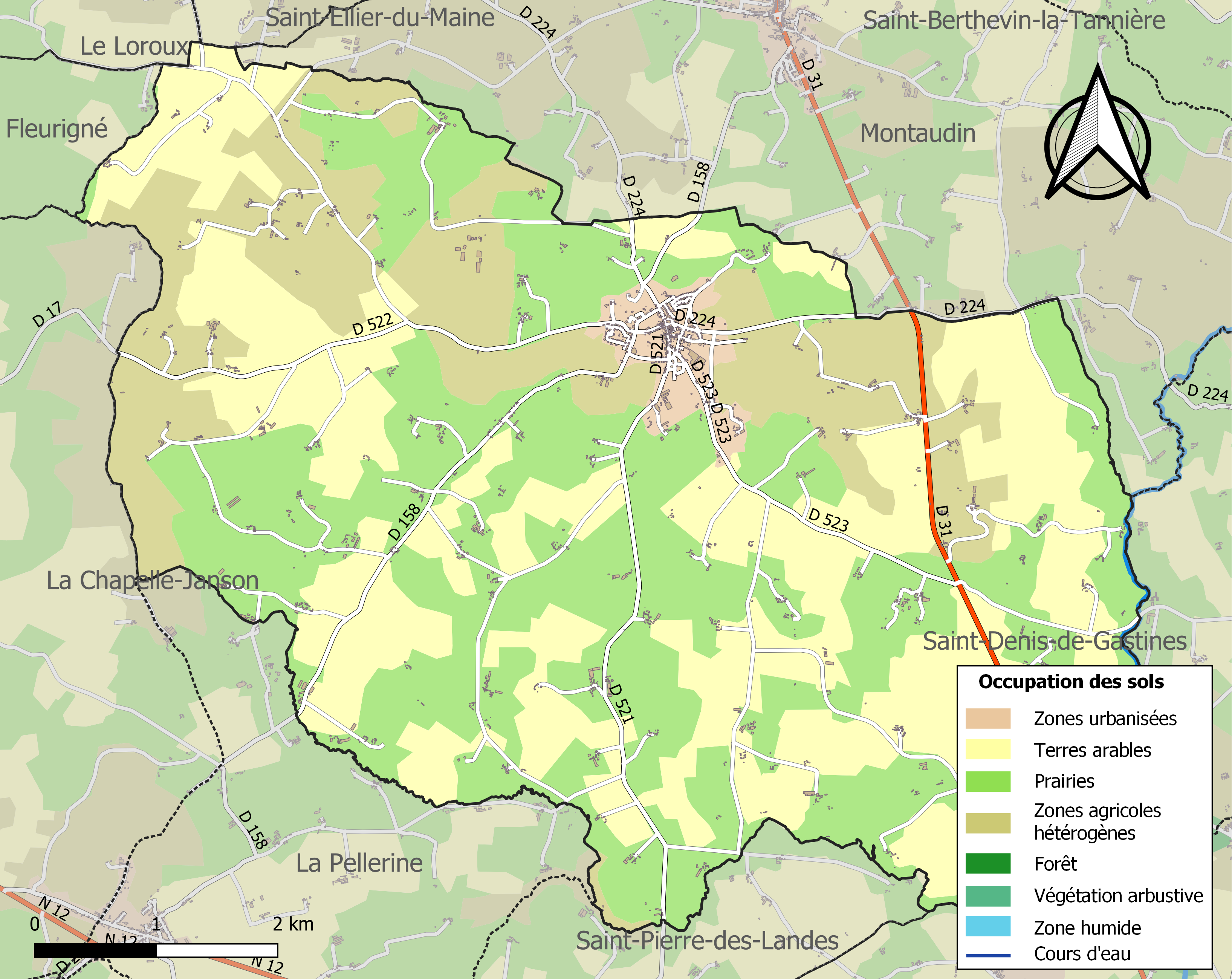
Kaart van de gemeente met de belangrijkste infrastructuur, bodemgebruik en omliggende gemeenten

## Demografie
Onderstaande figuur toont het verloop van het inwonertal (bron: INSEE-tellingen).